# Cyclocephala latericia
Cyclocephala latericia är en skalbaggsart som beskrevs av Höhne 1923. Cyclocephala latericia ingår i släktet Cyclocephala och familjen Dynastidae. Inga underarter finns listade i Catalogue of Life.